# Maximilian Ulysses Browne
Maximilian Ulysses Browne, född 23 oktober 1705 i Basel och död 26 juni 1757 i Prag, var en tysk riksgreve och österrikisk fältmarskalk.
Browne inträdde redan som trettonåring i österrikiska hären, kämpade i Ungern och Italien, deltog i polska tronföljdskriget och i de turkiska fälttågen 1737-39. Han utnämndes 1734 till överste, 1735 till generalmajor, 1736 till kabinettskammarherre, 1739 till hovkrigsråd och fältmarskalkslöjtnant, samma år blev han överbefälhavare i Schlesien. Under österrikiska tronföljdskriget vann Browne betydande segrar över spanjorer och fransmän, men led i de schlesiska krigen 1740-42 och 1744-45 svåra motgångar på preussarna. 1747 blev han generalfälttygsmästare, 1749 ståthållare i Siebenbürgen, 1751 överbefälhavare i Böhmen, och 1753 fältmarskalk. Under sjuårskriget blev han slagen av Fredrik II av Preussen vid Lobositz (1756) och Prag (1757). I den senare bataljen blev han dödligt sårad.
Maximilian Ulysses Browne var brorson till Jurij Jurjevitj Browne.